# Casamance

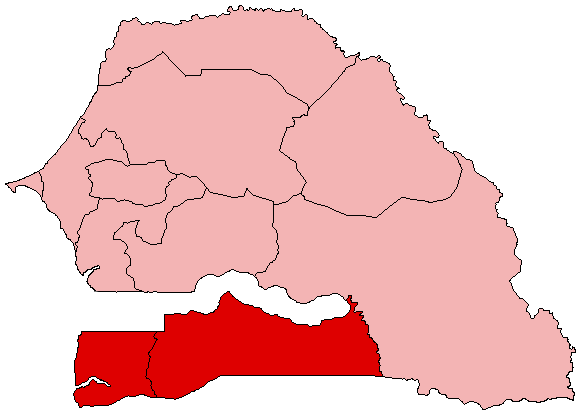
Casamances läge i Senegal.

Casamance (wolof: Kaasamaas; portugisiska: Casamança) är det område i Senegal som ligger söder om staten Gambia, inkluderande floden Casamance. Casamance består av Basse Casamance (Baixa Casamança) (Ziguinchorregionen) och Haute Casamance (Alta Casamança) (Koldaregionen). Den största staden är Ziguinchor.
Större delen av området är lågt beläget och har hett klimat. I sydost finns ett mer kulligt område. Ekonomin i Casamance bygger till stor del på risodling och turism. Det finns fina stränder längs kusten, särskilt vid Cap Skirring.
Jolafolket är den dominerande etniska gruppen i Casamance. Svaga ekonomiska förutsättningar har bidragit till separatistiska strävanden i området, med krav på självständighet eller autonomi. Casamancekonflikten har tidvis lett till våldsamma konfrontationer, med dödsfall, under flera årtionden på sena 1900-talet.
Den genomsnittliga nederbördsmängden i Casamance är större än i övriga Senegal.